# 方庄站 (北京市)
方庄站是一个位于中国北京市丰台区方庄街道紫芳路、方庄路交叉口，属于北京地铁14号线的地铁车站。车站于2015年12月26日随14号线中段通车试运营而投入使用。

## 位置
方庄站位于南二环外的方庄居住区，方庄路（南北向）与蒲方路－紫芳路（东西向）交汇处东侧，呈东西走向布置。

## 车站设计
方庄站为地下三层车站，岛式站台设计，车站结构全长176.6米，采用盖挖法施工。

### 车站楼层
| 地面层          | 出入口                     | A—D出入口                        |
| 地下一层 站厅层 | 站厅                       | 安全检查、自动售票机、进出站闸机 |
| 地下二层 站台层 |                            | █ 14号线往张郭庄（蒲黄榆）       |
| 地下二层 站台层 | 岛式站台，左側開门         |                                  |
| 地下二层 站台层 | █ 14号线往善各庄（十里河） |                                  |

### 站厅

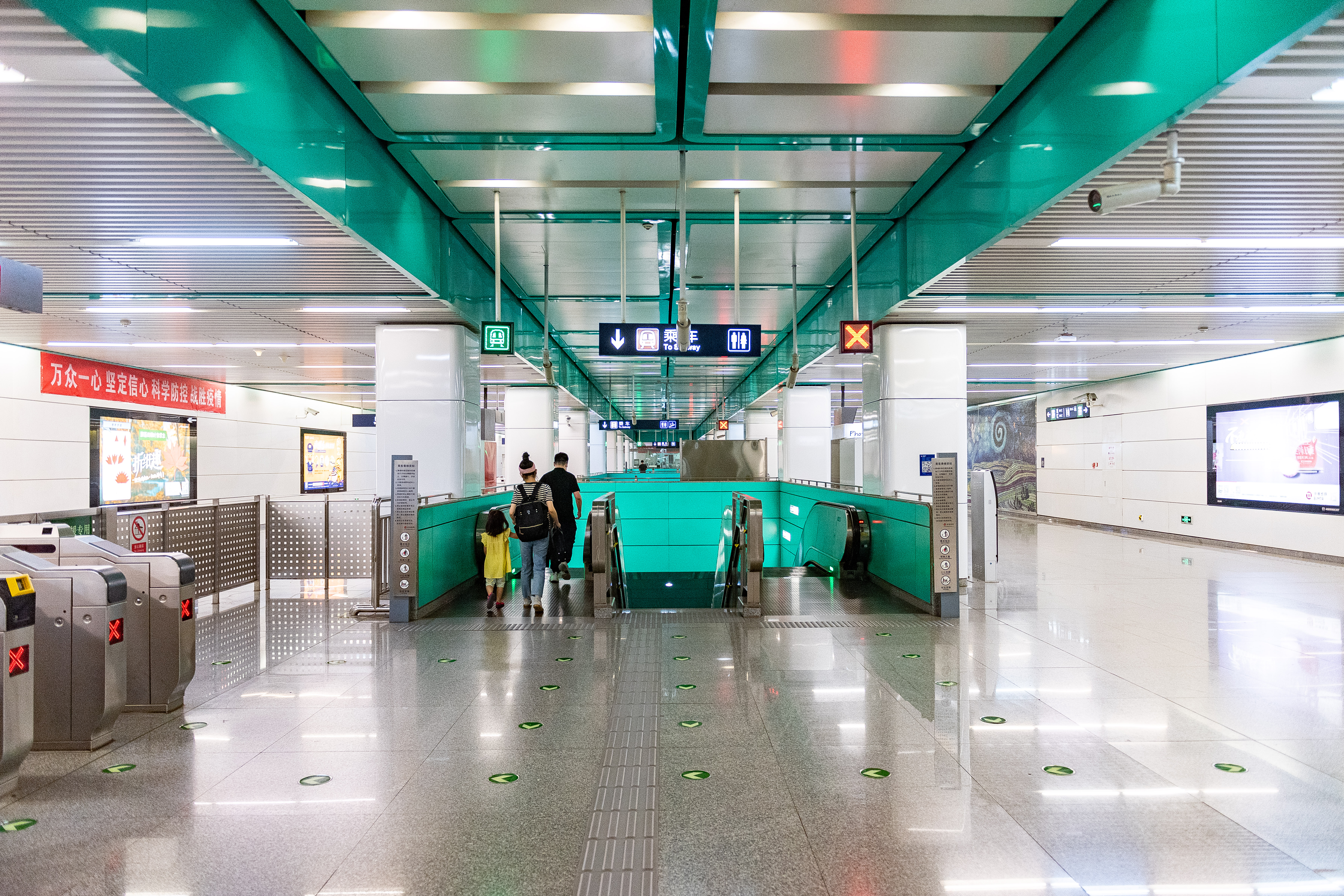
站厅（2021年6月摄）

方庄站站厅层位于地下一层，设置有3幅壁画，其中站厅南面设有题为《幻想与乐园》的艺术墙。站厅设有三组楼梯及扶梯连接站厅与站台，西端设有前往站台的升降电梯。

### 站台
方庄站站台位于紫芳路地底，属于岛式站台。月台西端设有一条渡线，卫生间和通往站厅的直梯亦设于站台西端，站台东端则设有自動體外心臟去顫器。

## 出入口
方庄站目前开放3个出入口：A2（西北，暂标作A口）、B（东北）、C（东南），A1和D出入口暂缓开通。
|                       |        |                                    |                                 |                |
| 編號                  | 指示   | 建議前往的目的地                   | 图片                            | 无障碍设施图片 |
| 出口 · A · 升降机标志 | 方庄路 | 方庄路、蒲方路（北侧）、芳城园三区 | A口A口扶梯楼梯                  |                |
| 出口 · B              | 紫芳路 | 紫芳路（北侧）、芳城东里           |                                 | 不適用         |
| 出口 · C              | 紫芳路 | 紫芳路（南侧）、方庄路（东侧）     | C口出入口C口单向出口 (只出不进) | 不適用         |
| 註： 設有             |        |                                    |                                 |                |